# Petrodava
Petrodava là một chi bướm đêm thuộc họ Geometridae.

## Hình ảnh

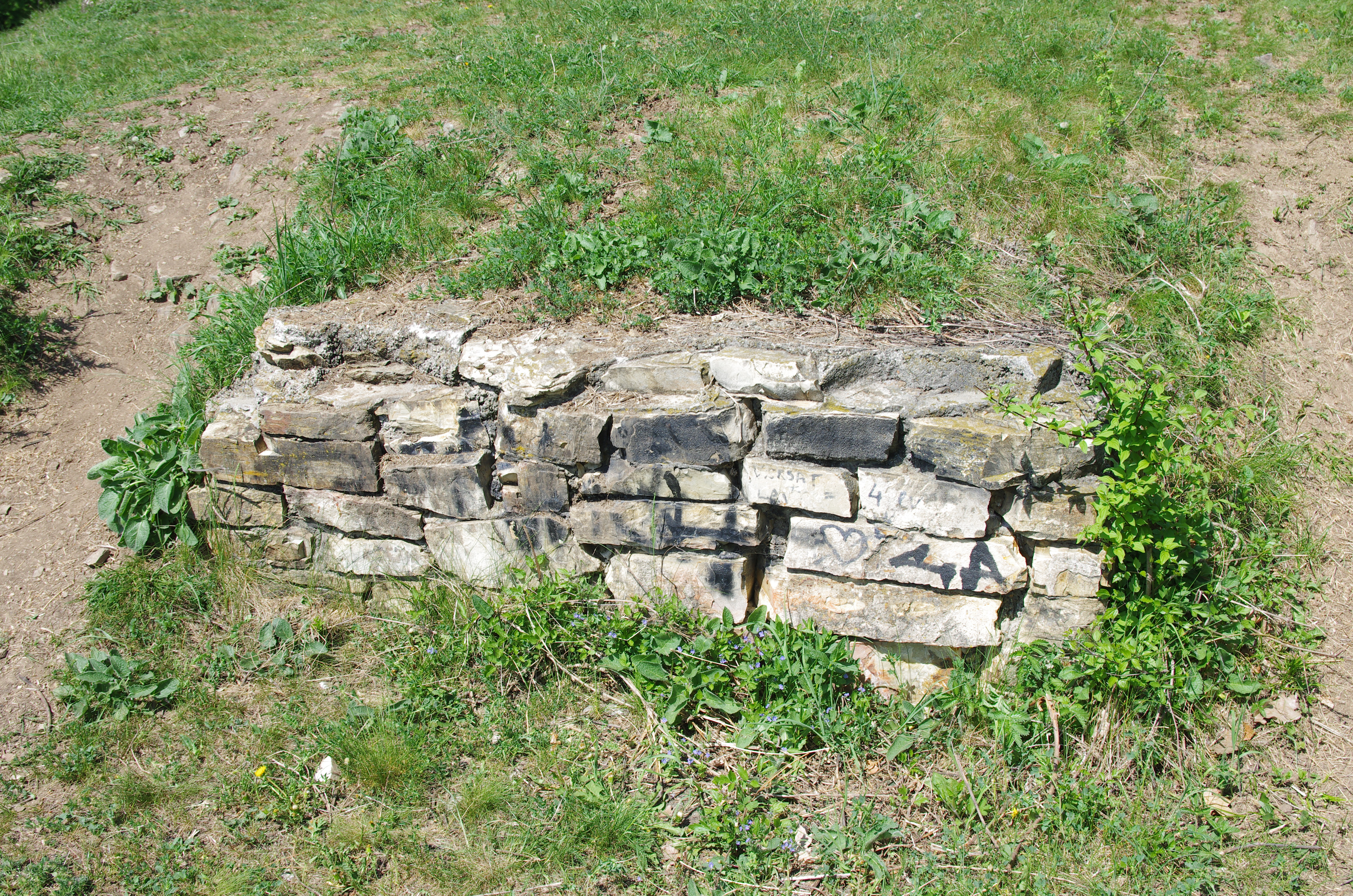
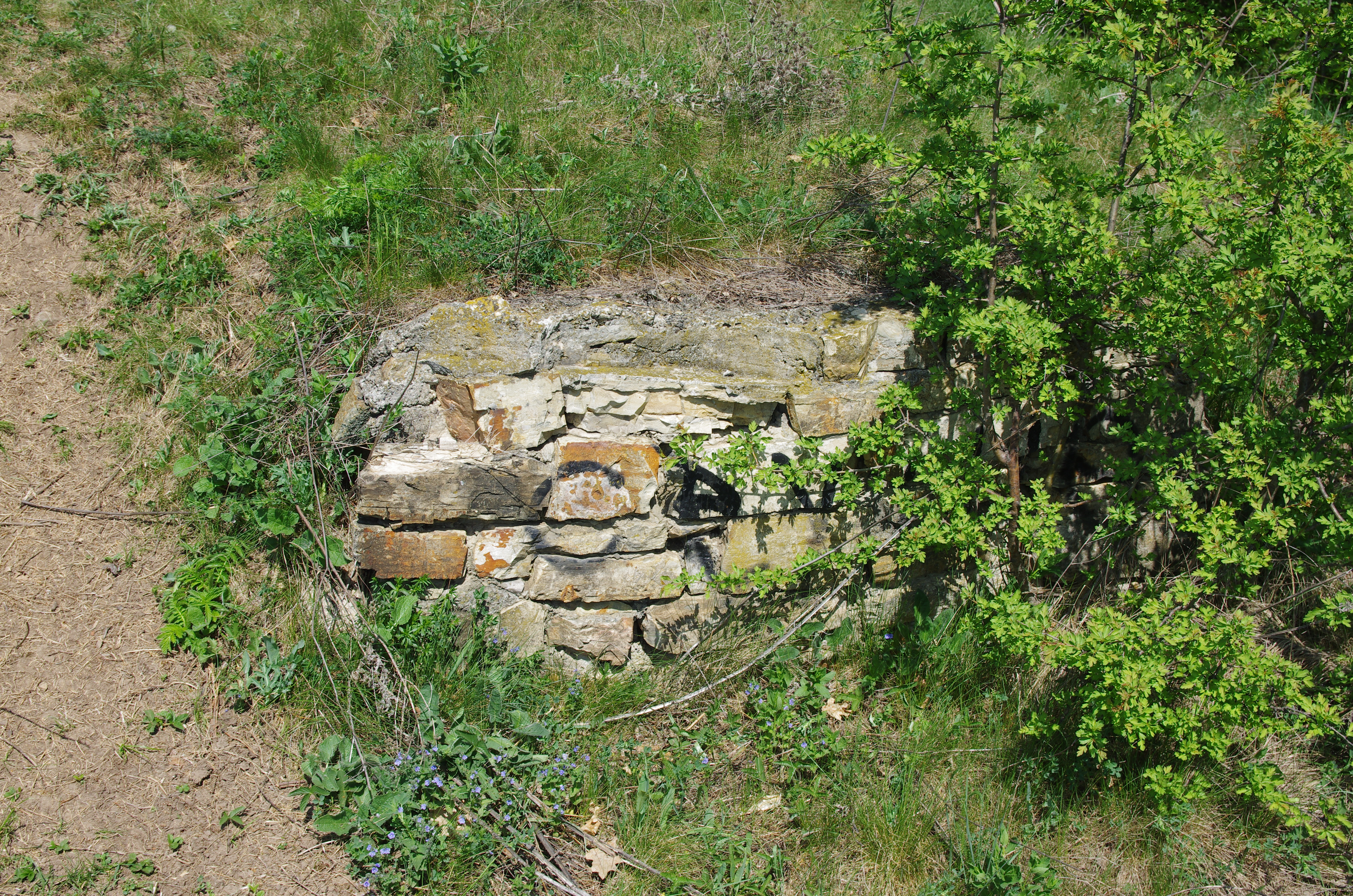
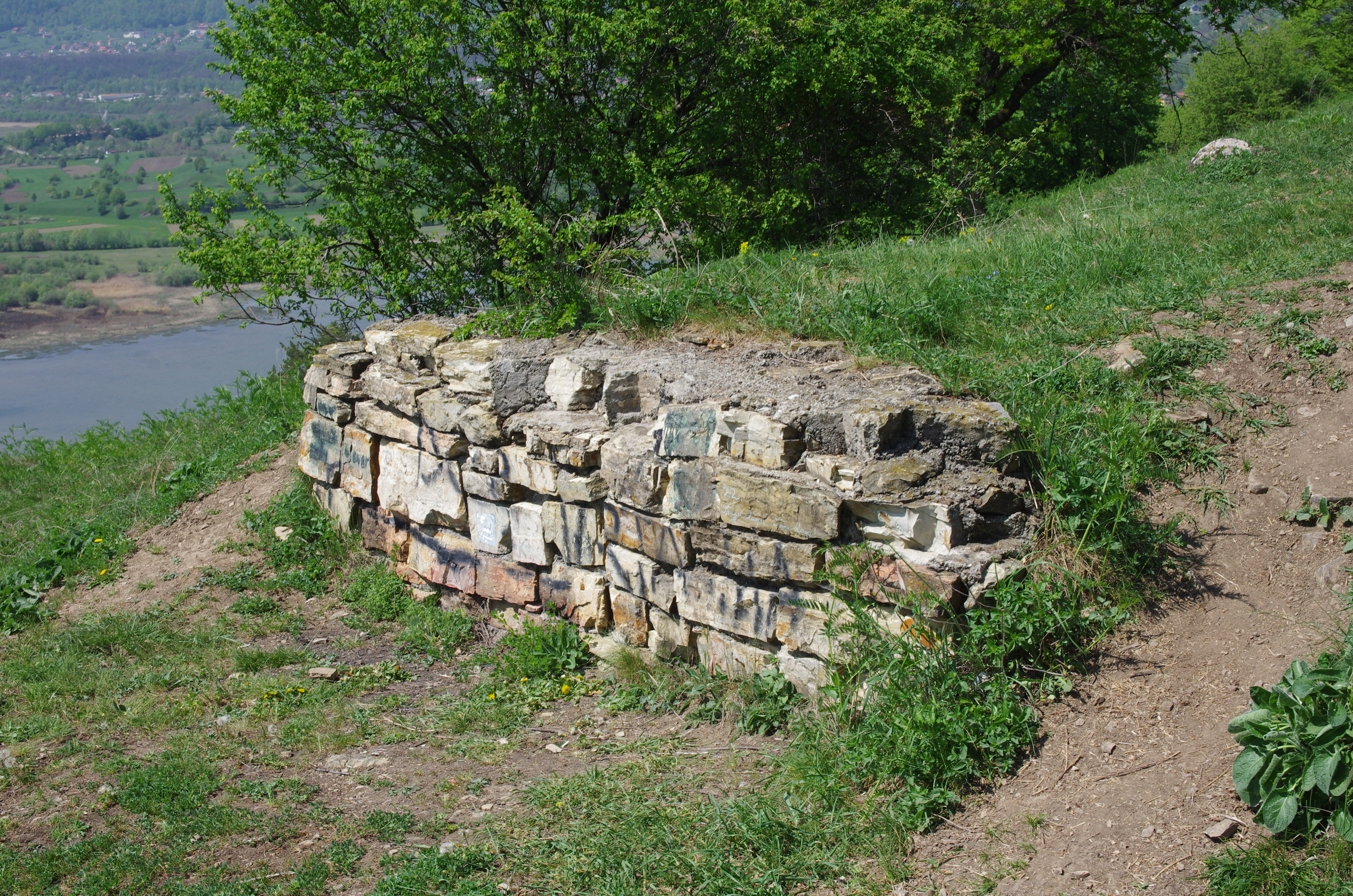
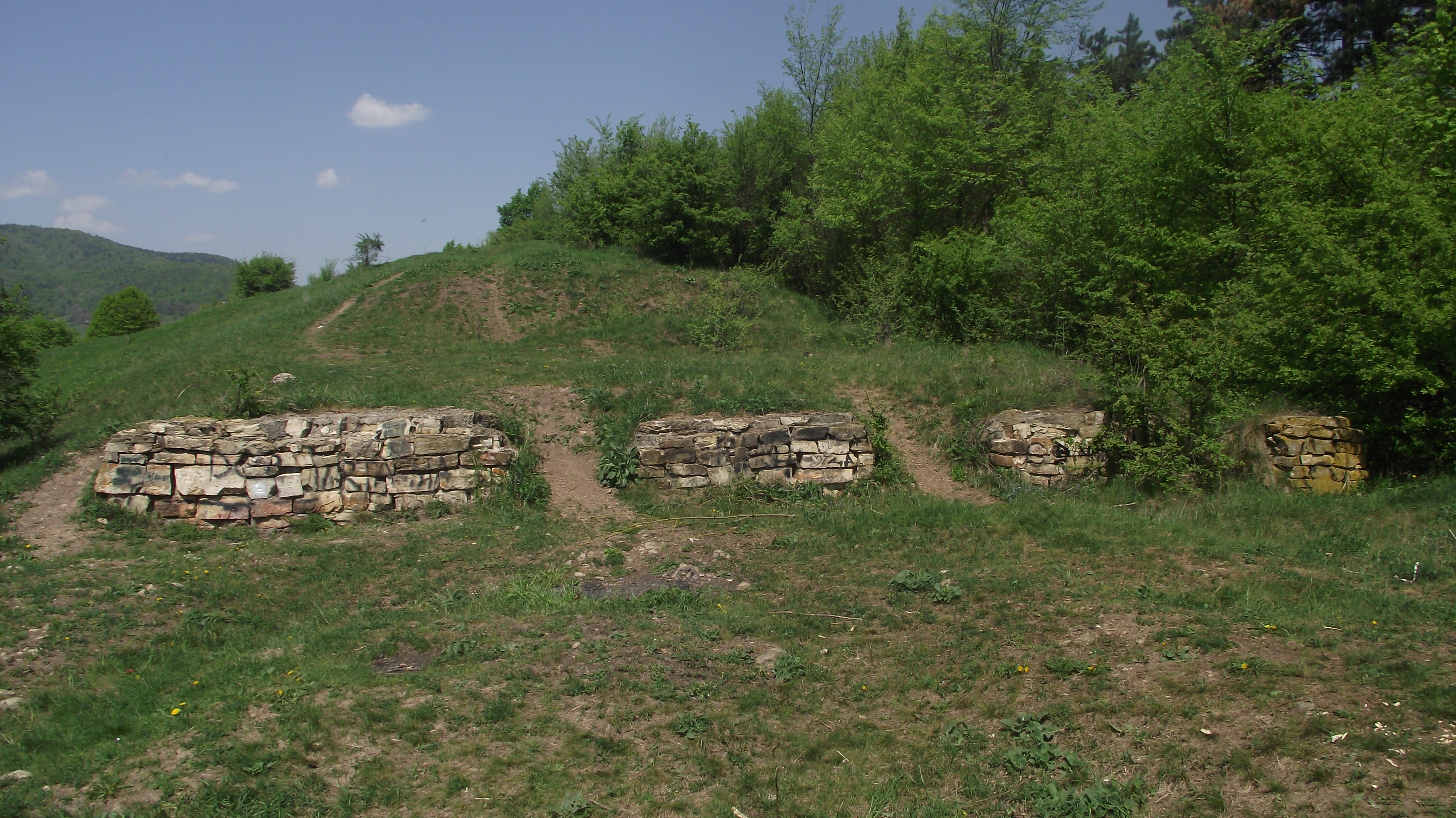